# كحيلان (حصان)
كحيلان هو أحد أنواع الخيول الأصيلة العربية هذا النوع موجود اليوم في شبه الجزيرة العربية. سميت هذه السلالة الأصيلة بهذا الاسم لجمال عينيها والتي تبدو كأنها مكحلة، ويضرب العرب المثل بها للدلالة على الأصالة وطيب النسب. 